# Joan Agut
Joan Agut Rico (Barcelona, 1934 - Caldas de Montbui, 6 de noviembre de 2011) fue un editor, crítico literario y escritor español.

## Biografía
Su primer trabajo fue de venta de pescado en el mercado de Hostafrancs, en Barcelona. Después, trabajaría en otros oficios poco relacionados con la literatura hasta que, en el año 1959, emigra a París para "hacer de artista". Su vuelta fue en el año 1961, abriendo una librería en la capital catalana. Como resultado de este contacto con el mundo literario, empieza a trabajar como editor, profesión que realiza durante 35 años. Entre otras, trabajó para las editoriales Bruguera, Edhasa, Barcanova (de la cual fue uno de sus fundadores) y Thassàlia (de la que fue propietario).
En el año 1997 se produce un giro en su carrera y, al jubilarse como editor, se estrena como escritor. Se muestra como un autor prolífero y de cualidad. En este sentido, en el año 2000 quedó finalista del premio Sant Jordi. Al año siguiente gana uno de los premios Ciudad de Tarragona (en concreto, el Pin i Soler). Este mismo año se le concede el prestigioso premio Joan Crexells. Dos años después gana también el premio Carlemany.
Desde el año 1977 publicó comentarios, reseñas y críticas de libros en el diario Avui. Falleció el 6 de noviembre de 2011 en Caldas de Montbui a causa de una larga enfermedad.

## Obra
- 1995 El día que es va cremar el Liceu
- 1999 Rescatats de l'ombra
- 2000 La mirada del cec
- 2001 Gombó i míster Belvedere
- 2001 La Via Làctia
- 2001 El mestre de Taüll
- 2002 L'arbre de la memòria
- 2003 Matadors & cia
- 2003 Pastís de noces
- 2004 Coses de família
- 2005 Rosa de foc
- 2006 Paradís

## Premios
- 2001 Premio Josep Pin i Soler de narrativa por L'arbre de la memòria
- 2001 Premio Joan Crexells por El mestre de Taüll
- 2003 Premio Carlemany por Pastís de noces